# Céltiga
Céltiga fue una revista de la emigración gallega en Argentina editada en Buenos Aires entre 1924 y 1932. Estaba dirigida por Eduardo Blanco Amor, Eliseo Pulpeiro y Ramón Suárez Picallo.
Las secciones informativas estaban en castellano, pero incluía gran cantidad de textos en gallego que procedían de los autores gallegos más conocidos del momento.
La colección completa de la revista se encuentra digitalizada en la Hemeroteca del Repertorio da Prensa da Emigración Galega del Consello da Cultura Galega.